# 番宣番組
番宣番組（ばんせんばんぐみ）は、主にテレビ局が番組宣伝を行うために放送する情報番組の一種のことを言う。番組宣伝番組とも言う。

## 概要
基本的には、各局が放送する予定の番組や自社主催のイベントを宣伝するだけのスタイルだが、2000年代ではこれに加え、番組宣伝とは無関係の生活情報やミニコントを流しているものもあったり、自己批評番組と合わせた番組も存在する。
広告収入が伸び悩む民放の中には、その穴埋めとして大量に流しているケースもある。

## 日本の主な番宣番組

### 現在
- ＃NHK（NHK総合）
- BS先取り情報（NHK-BS）
- 推し押し4K（NHK）
- ○（1～5）分で（作品名・番組名）[1]（NHK[2]）
- （番組名）○（5・10・15）min.（NHK）[3]
- どーも、NHK（NHK総合）
- 土スタ（NHK総合）
- プレマップシリーズ（NHK）
- まもなくNHK（NHK）
- Hulu傑作シアター（日本テレビ）
- 一行ポップ（日本テレビ）
- イントロ（日本テレビ）
- 日テレ+（「まもなく（番組名）」[4]）（日本テレビほか）
- 日テレみどころ（日本テレビ）
- 夜バゲット（日本テレビ）
- （おはよう・よふかし）ゴーちゃん。（テレビ朝日）
- テラサってる?（テレビ朝日）
- TVクリップ（テレビ朝日）
- もうすぐ（TBSほか）
- ナビっち（TBSほか）
- Paravi関連（TBSテレビ・テレビ東京） — TBS「今晩、Paraviれば」・テレビ東京「さらにParavi」
- 「（番組名）」オススメ（テレビ東京・BSテレ東）
- Eネ!（テレビ東京）
- 伊集院光&佐久間宣行の勝手にテレ東批評（テレビ東京）
- フジナビ（フジテレビ）
- 「（番組名）」みどころ（フジテレビ）
- プレミアの巣窟（フジテレビ）
- 7っチャオ!（テレビ北海道）
- OA終わった?（札幌テレビ）
- アナちゃん（北海道テレビ）
- ラブリーATV（青森テレビ）
- 1にスイッチ!（東北放送）
- IWATE、未来、IAT（岩手朝日テレビ）
- 番組インフォ（テレビ岩手）
- みciao!IBC（IBC岩手放送）
- アナウンサーのメイク室（秋田朝日放送）
- 仙台放送8chオススメ!（仙台放送）
- ドラマックス（仙台放送）
- ミテケロ5ch（東日本放送）
- アナみ〜て（新潟テレビ21）
- NSTほっとチャンネル（NST新潟総合テレビ）
- LOOK!5（静岡朝日テレビ）
- NEXT VISIONへ。（静岡第一テレビ）
- ドレみ～る（テレビ静岡）
- おど6チャンネル（静岡放送）
- Uバクタイム（テレビ山梨）
- あっ!YBS（山梨放送）
- いちおし∞プラス（長野放送）
- イチオシ リン5チャンネル（長野朝日放送）
- よる☆コレ（信越放送）
- マイチャン。テレポルト（テレビ信州）
- ちょこP（テレビ金沢）
- みらいチャンネル（北陸放送）
- イッチーオシ!、スイッチ!東海テレビ（東海テレビ）
- バーンセン美術館（CBCテレビ）
- 4チャン、押してみな。（中京テレビ）
- 宣伝部員ウルフィ（メ〜テレ）
- らいよんチャンネル（毎日放送）
- エビ推シ〜（ABCテレビ）
- (・3・)ハチエモンNEWS（関西テレビ）
- シノビーといっしょ、シノビーとおさんぽ（読売テレビ）
- たこるくん、たこるTV（テレビ大阪）
- OH!コレ（岡山放送）
- もっと、ずっとRSK（RSK山陽放送）
- スパちゃんねる（瀬戸内海放送）
- re60rn広テレ!（広島テレビ）
- ここからっ!TSS（テレビ新広島）
- ぽるぽるラボ（広島ホームテレビ）
- 広島家族。RCC（中国放送）
- さんのすけのおすすめ（高知さんさんテレビ）
- ナニミル?（愛媛朝日テレビ）
- ろっくんTV（あいテレビ）
- みどころラン（西日本放送）
- RKKフラッシュ（熊本放送）
- アナいち!（熊本朝日放送）
- やーっ!FBS（福岡放送）
- みて4 RKB（RKB毎日放送）
- パックン!きょろパク（九州朝日放送）
- cafe7（TVQ九州放送）
- ピタッと。TNC（テレビ西日本）
- テレビたん（くまもと県民テレビ）
- ビビットテレビ（長崎国際テレビ）
- プチまる!（テレビ長崎）
- ゆ～タイム（沖縄テレビ）
- 汐留TV!～こちら、汐テレ★さきどり女子部～（BS日テレ）
- Aタイム（BS朝日）
- 新しいテレビの時間（BS-TBS）
- 朝ナビ!（BSテレ東）
- ウメオシ!（BSフジ）
- 今夜のオススメ（BSフジ）
- BS10からのお知らせ（BS10）
- BS12ガイド（BS12 トゥエルビ）
- オンデマンドNAVI いつでもどこでもWOWOW（WOWOWプライム）
- CSテレ朝ナビ!!（テレ朝チャンネル）
- TBSチャンネルガイド（TBSチャンネル）
- クリック!日テレプラス（日テレプラス）
- フジテレビONE+TWO+NEXT番組ガイド（フジテレビONE+TWO+NEXT）
- まいど!!こちら情報喫茶でおま。（ホームドラマチャンネル）
- ファ見る!（ファミリー劇場）

### 過去
- オシばん（NHK総合）
- スタジオパークからこんにちは、日曜スタジオパーク（NHK総合）
- 見どころNHK（NHK総合）
- BSコンシェルジュ（NHK総合・BS）
- ビタミンETV（NHK教育）
- ETVガイド（NHK教育）
- BSファン倶楽部 → BSティーンズ倶楽部（NHK-BS）
- TVおじゃマンボウ（日本テレビほか）
- TVおじゃマンモス（日本テレビほか）
- まもなく!（日本テレビほか）
- ドラバラPLUS（日本テレビ）
- アナちゃん劇場、アナQUIZ、週末一句（日本テレビ）
- 日本テレビハイライト（日本テレビ）
- ハーイ! TBSです（TBS）
- TVぱびりOn → TVぱびりおん（テレビ朝日）
- 気分はOn、金曜日のバラ、TVぶらんち（テレビ朝日）
- ミニミニ招待席、TVおもしろカタログ、TVホットすぽっと（テレビ朝日）
- 峰竜太の○○（テレビ朝日） —「峰竜太の元気一番!」→「峰竜太の金曜まがじん5時ら」
- ファンTV、週刊てれびタイム、てれびZOO、芸能ワイド情報ギュッ、芸能情報W（テレビ朝日）
- ぷれミーヤ!、ぷちミーヤ!（テレビ朝日）
- 番組対抗Qイズ謎語（テレビ朝日）
- チャンネル☆ロック!（TBS）
- デジ屋台（TBS）
- メガデジ（TBS）
- 夕やけロンちゃん（TBS）
- 倶楽部6（TBS）
- ママアナのデジ@缶（TBS）
- 今夜の番組から（フジテレビ）
- とれたてガバット（フジテレビ）
- フジテレビ赤丸チェック、花丸チェック（フジテレビ）
- プロモ惑星運気予報（テレビ東京）
- 週刊!テレビ五つ星（テレビ東京）
- 名言寄席、名言寄席night（テレビ東京）
- アナオシ!（テレビ東京）
- イチオシ!（テレビ東京）
- エンタ姫（テレビ東京）
- SANPO（テレビ東京）
- ほほおちシリーズ（テレビ東京） — 「今から行きたい至極グルメ ほほおちゴハン!」「朝からほほおち」「夜もほほおち」
- 五田家のひとびと（札幌テレビ）
- みらい戦隊PUSH!（札幌テレビ）
- アヤコレ!（北海道テレビ）
- ロックon!（北海道テレビ）
- ともだっち〜ず （北海道文化放送）
- 8"まるよ! JUNI BOX（仙台放送）
- 行け!男鹿鹿男プロデューサー（秋田朝日放送）
- ミヤギのテレビ。ミヤテレ（ミヤギテレビ）
- ほっとスポット（福島テレビ）
- ラブリー6（北陸放送）
- おすすめ5ch!（東日本放送）
- HOT6GOGO（テレビ静岡）
- みてコレ6チャン (静岡放送）
- おまかせ!アナウンス部、ココデビナビ、アナのすゝめ（静岡朝日テレビ）
- スイッチ!1（東海テレビ）
- 青池と学ぼう（CBCテレビ）
- とく宣（CBCテレビ）
- ぴたっ。CBC（CBCテレビ）
- メ〜テレカフェ（メ〜テレ）
- ともだチュ〜キョ〜!（中京テレビ）
- 宮地佑紀生の電波将軍シリーズ（中京テレビ） — 「宮地佑紀生の電波将軍」「宮地佑紀生の電波大将軍」「宮地佑紀生の電波闇将軍」「宮地佑紀生の電波騎士」
- ビックラコイタ!中京テレビ（中京テレビ）
- Chu!サイト（中京テレビ）
- よろしく6ch、公造とアナアナ、これみてみ!（ABC）
- カンテレ見たろっ（関西テレビ）
- GO!GO!○○チャンネル（読売テレビ）（○○の中には女性アナウンサーの名前もしくは愛称が入る）
- ハロー10ch、エポック10、ぷぷっぴ10、おまん10（読売テレビ）
- アレアレRSK → アレすけの時間（（RSK）山陽放送[5]）
- チャオ広テレ（広島テレビ）
- 番組ラインナップ（「もっときっと広テレ」）（広島テレビ）
- TSS二重丸チェック（テレビ新広島）
- おやすみメモ（山口放送）
- ※8ちゃんねるです。、ロックに。自由に。TNC（テレビ西日本）
- プチめんたい（福岡放送）
- みたいけん。FBS（福岡放送）
- たけ団地（RKB毎日放送）
- チェッキュウ!!（TVQ九州放送）
- Kぞう君の窓（くまもと県民テレビ）
- Stsぶっつけ本番（サガテレビ）
- 954ナビ（TBSラジオ）
- Jナビ（BSジャパン）
- 週刊BSデジタルマガジン（BSフジ）
- BS12 TwellV Times（BS12トゥエルビ）
- BSJapanextからのお知らせ（BSJapanext）
- 本日の番宣スポットすべて見せます（BSスカパー!）
- テレ朝チャンネルガイード、テレ朝チャンネルニュース（テレ朝チャンネル）
- ファミナビ（ファミリー劇場）
- 番宣部長（AT-X）
- 今日の番組から、番組案内、番組ガイド、番組情報、番組のおしらせ、番組ハイライト、番組フラッシュ、番組ホット情報（複数局）

### 特定番組限定（直前番組など）
現在
- 「（番組名・作品名）」2分ダイジェスト、「（番組名・作品名）○（1・2・5）分PR」（NHK、テレビドラマ全般）
- 夜ドラ「（番組名・作品名）」見逃し2分まとめ 第○（1～3）週（NHK総合『夜ドラ』）
- 週末のNスぺは…（NHK総合『NHKスペシャル』）
- もう笑点（日本テレビ系『笑点』）
- トップニュース先出し（TBS系『news23』※月曜のみ）
- もうすぐサンジャポ（TBS系『サンデージャポン』）
- なないろ日和!プラス、7スタライブプラス（テレビ東京『なないろ日和!』『7スタライブ』）
- クイズ!Dr.アシュラ（フジテレビ水曜10時枠の連続ドラマ『Dr.アシュラ』）
- あすのドデスカ!&天気（メ～テレ『ドデスカ!』）
- BS12アジア推しドラマ!（BS12トゥエルビ、アジアドラマ全般）

他
過去
- 麻里子さまのおりこうさま!（NHK総合『NHKスペシャル』）
- miniPON!（日本テレビ『PON!』）
- ZERO MINUTE（日本テレビ『NEWS ZERO』）
- あすのZIP!（日本テレビ『ZIP!』）
- 今夜のサスペンス → 火曜サスペンスクイズ（日本テレビ系『火曜サスペンス劇場』）
- 今夜の水曜グランドロマン（日本テレビ系『水曜グランドロマン』）
- 今夜のロードショー（日本テレビ系『水曜ロードショー』（後期）→『金曜ロードショー』（前期））
- ○○（スポンサー名）ナイター情報（日本テレビ系プロ野球中継）
- 今日のサスペンス（TBS系『ザ・サスペンス』）
- 今夜のドラマスペシャル（TBS系）『水曜ドラマスペシャル』（中期以降）→『土曜ドラマスペシャル』→『月曜ドラマスペシャル』（初期のみ）
- （今夜の→おもしろいぞ）ドラマチック22（TBS系『ドラマチック22』）
- ミニステ（テレビ朝日系『ミュージックステーション』）
- 今夜の（2時間枠）（テレビ朝日系）—「今夜の土曜ワイド劇場」「今夜の日曜洋画劇場」「今夜の月曜ワイド劇場」
- ○○（試合の頭文字[6]）ナイターミニ中継（テレビ朝日系『ゴールデンナイター』）
- 今夜の（金曜21～22時台の番組）（フジテレビ系）—「今夜のドラマスペシャル」「今夜のミステリー」「今夜のドラマシアター」
- 今夜のヒットスタジオ（フジテレビ系『夜のヒットスタジオDELUXE』[7]）
- 映画情報（フジテレビ系『ゴールデン洋画劇場』）※土曜時代のみ[8]
- ○○（スポンサー名）ナイター情報（フジテレビ系プロ野球中継）
- 木曜洋画劇場 今夜の見どころ（テレビ東京系『木曜洋画劇場』）
- NSTニュース予告編 → NSTスーパータイム予告編（新潟総合テレビ『NSTスーパータイム』）
- スーパータイム5分前（長野放送『NBSスーパータイム NEWS&SPORTS』）
- ナイトQ（ABCテレビ『ナイトinナイト』）
- もうスグ!なるトモ!（読売テレビ『なるトモ!』）

他

### 番組宣伝を兼ねた特別番組
※太字は現在も継続中
- カウントダウン大河（作品名）（NHK）
- もうすぐ!連続テレビ小説（作品名）（NHK）
- スーパークイズスペシャル（日本テレビ系列）
  - 日テレ系人気番組が大集合!世界一受けたい授業 （春or秋）の最強先生来襲スペシャル
  - 日テレ系人気番組No.1決定戦→日テレ系人気番組 春秋のコラボSP!
- 4・10月だョ!全員集合（TBS系列）
- テレビまるごと大集合→クイズまるごと大集合（TBS系列）
- オールスター感謝祭（TBS系列）
- 関口宏の東京フレンドパーク ドラマ大集合SP!!（TBS系列）
- TBS春・秋の新番組プレゼン祭 新ドラマ&新バラエティの魅力が丸わかり!（TBS）
- 春一番!日本一のアニメ祭り（テレビ朝日系列）
- オールスター番組対抗ボウリング大会（テレビ朝日系列）
- 芸能人格付けチェック（朝日放送テレビ・テレビ朝日系列）
- クイズ・ドレミファドン!（フジテレビ系列）
- 春秋の祭典スペシャル（フジテレビ系列）
  - オールスター春秋の祭典スペシャル
  - FNS番組対抗!なるほど!ザ・春秋の祭典スペシャル
  - FNS番組対抗!春秋の祭典スペシャル
  - 笑っていいとも!春・秋の祭典スペシャル
- タモリ・中居のドラマチック・リビングルーム（フジテレビ系列）
- ドラマツアーズ（フジテレビ）
- 中居正広の(生)スーパードラマフェスティバル（フジテレビ系列）
- FNSドラマ対抗 お宝映像アワード（フジテレビ系列）
- KBS京都アニメ通信（KBS京都）
- アニメ・ナビu（サンテレビ）
- アニナビ☆イレブン!（BS11）

他